# Banco Nacional de Guinea Ecuatorial
Fundando en el año 2006, el Banco Nacional de Guinea Ecuatorial (BANGE) es un banco ecuatoguineano con sede en la ciudad de Malabo.
Constituido en forma de banco comercial de carácter universal, esta entidad bancaria está presente en gran parte de la geografía ecuatoguineana, sumando en la actualidad un total de 29 agencias, situadas en las 7 ciudades principales del país. El Estado de la República de Guinea Ecuatorial es predominante en el accionariado del mismo, que cuenta con un capital social de 10.000.000.000 FCFA, siendo este el único banco que opera en el país cuya casa matriz está localizada en Guinea Ecuatorial.
En enero de 2021 se inaugura BANGE Business School-BBS, institución de educación superior especializada, en alianza con el Centro de Estudios Financieros (CEF) de la Universidad a Distancia de Madrid (UDIMA).